# Dubicsány
Dubicsány je vas na Madžarskem, ki upravno spada pod podregijo Ózdi Županije Borsod-Abaúj-Zemplén.